# Gravodos
Gravodos là một chi bướm đêm thuộc họ Erebidae.